# Valeri Obodzinski
Valeri Obodzinski (en ruso, Валерий Ободзинский) (24 de enero de 1942, Odesa, actual Ucrania - 26 de abril de 1997, Moscú, Rusia) fue un cantante soviético. Artista de Honor de la RSSA de Mari (1973).

## Historia
En los años 1960 - 1970 fue un cantante popular en la URSS. El primer intérprete de las canciones de "Los ojos de frente" ( D. Tukhmanov  - T. Sashko), "Canción del Este" ( D. Tukhmanov  - O. Gadzhikasimov ), "Aflicción" ( A. Flyarkovski  - L. Derbenev ), "tocar el órgano" ( D. Tujmanov  - M. Plyatskovski ), "Eterna Primavera" ( D. Tukhmanov  - I. Shaferan ), "Espejismo" ( A. Zatsepin  - L. Derbenev ), "El Día" (S. Kastorski - V. Gene ) y etcétera.
Valeri Obodzinski nació en Odesa, en un apartamento comunal. Los padres fueron al frente. La educación desempeña su abuela, Kuzminichna Domna, que vivía en ese momento con otro de sus hijos, Leónidas, que era dos años mayor que Valeri. Según los recuerdos de familiares, durante la ocupación alemana no fue un incidente que podría haber sido fatal para los niños. Furioso por el robo de niños mayores de embutidos, un oficial alemán amenazó con disparar a los dos y sólo la intervención de Domna Kuzminichna logró evitar la masacre. Después de la escuela, Obodzinski trabajó en varias profesiones: trabajaba como bombero, se puso a vender colchones en los muelles, trabajó brevemente en la granja, e hizo cerraduras para muebles. El comienzo de su carrera profesional comenzó a trabajar en el buque " Almirante Nakhimov ". Luego fue a trabajar como solista en la Filarmónica de Kostroma, cuyos dirigentes estaban en ese momento, Valentina Makarova, y su esposo, el director artístico, Valeri. Después de este punto de su trabajo fue la Filarmónica de Tomsk, con conciertos de la que ha viajado por toda Siberia, y luego - y el conjunto de Rusia.
En 1966-1967, trabajó en la orquesta de Oleg Lundstrem. En 1967-1972 trabajó como solista en la Orquesta Filarmónica de Donetsk. En 1973-1977 trabajó como director artístico en la Cooperación con VIA "verdaderos amigos". Obodzinski estaba en un estilo único, distintivo de cantar, una demanda muy alta en la década de 1970. En esencia, Obodzinski seriamente estudió canto, su impresión vocal del aficionado hace que las notas altas suenan aplastando cuando está cantando. En esencia, Obodzinski tenía un carácter muy avanzado del instinto musical, el rumor, con un tono agradable y suave de voz (tenor lírico).
La popularidad Valeri Obodzinski en la primera mitad de la década de 1970 era enorme, de acuerdo con numerosos contemporáneos, como Muslim Magomayev, quien competía con Obodzinski en esos años. Obodzinski tenía una voz suave y muy dulce, como un tenor. Las canciones en su epertorio eran, en su mayoría, poemas de amor. Obodzinski siempre cantaba sincero, apasionado, caliente, en ocasiones cantaba en lo grotesco. Millones de lectores de sus discos vendidos por completo en muy poco tiempo después de la graduación. Los críticos musicales han notado el crecimiento creativo del cantante en la década de 1970, ampliaba su repertorio.

La vida más creativa del cantante no era precaria. Por alguna razón, algunos críticos han declarado de una manera específica que el cantar de Obodzinski era al estilo "occidental", tal vez debido a las excesivas demostraciones de afecto, que se confunde con la laxitud o la papilla. Desde la década de 1970, Obodzinski ya había sido criticado a menudo, burlándose de él en diversos sketches. Debido a algunas razones personales, Obodzinski no le gustaba el ministro de Cultura de la URSS E. Furtseva y presidente de la Radio y Televisión de San Lapin. En 1987 Obodzinski abandonó la escena por completo. Él trabajó como vigilante en una fábrica de empate y llevó a la manera apropiada de la vida.
En los años 90 Obodzinski decide reanudar sus actividades creativas y graba un disco de canciones de Aleksandr Vertinski. En septiembre de 1994, en una sala de conciertos "Rusia", fue la primera actuación Obodzinski después de siete años. El cantante por un corto tiempo para reanudar su actividad de conciertos, participa en el festival de retro-"Golden Hit-96" (Mogilev).
Obodzinski murió el 26 de abril de 1997. Fue enterrado en el cementerio de Kuntsevo (parcela número 10).